# هیدئو شینوجیما
هیدئو شینوجیما (به انگلیسی: Hideo Shinojima) بازیکن فوتبال اهل ژاپن و عضو تیم ملی فوتبال ژاپن است که در تاریخ ۲۵ اوت ۱۹۳۰ میلادی اولین بازی ملی‌اش را انجام داد. او در ۲ بازی ملی حضور داشت و آخرین بازی ملی خود را در تاریخ ۲۹ مه ۱۹۳۰ میلادی انجام داد. هیدئو شینوجیما در بازی‌های ملی‌اش
۱ گل به ثمر رساند.